# Мјузикхол
Мјузикхол (енгл. Music–hall) термин је који означава музичке сале, или музичка позоришта која негују посебну врсту музичко сценских програма, који се базирају на игри, забави и комици. Поседују изузетно квалитетну савремену технику, а од извођача се тражи врхунска играчка, музичка и глумачка способност. Простор за публику испуњава високе стандарде. Негују се у изузетно урбаним срединама, а центри су им Њујорк, Париз и Лондон.